# كاترين تسيلر
كاترين زيلر (بالألمانية: Katrin Zeller)‏ (و. 1979  م) هي متزحلقة ألمانية، شاركت في الألعاب الأولمبية الشتوية 2010، وبطولة العالم للتزلج النوردي على الثلج 2009 ‏، والبطولة النرويجية للاتحاد العالمي للتزلج على الثلوج 2011 ‏، والبطولة النرويجية للاتحاد العالمي للتزلج على الثلوج 2007 ‏، والألعاب الأولمبية الشتوية 2014، والتزلج الريفي في الألعاب الأولمبية الشتوية 2010 – سيدات 4 × 5 كيلومتر تناوب ‏، وبطولة العالم للتزلج النوردي على الثلج 2013 ‏.

## روابط خارجية
- كاترين تسيلر على موقع الاتحاد الدولي للتزلج (التزلج الريفي) (الإنجليزية)
- كاترين تسيلر على موقع اللجنة الأولمبية الدولية (الإنجليزية)
- كاترين تسيلر على موقع أوليمبيديا (الإنجليزية)
- كاترين تسيلر على موقع اللجنة الأولمبية الألمانية (الألمانية)